# محلول

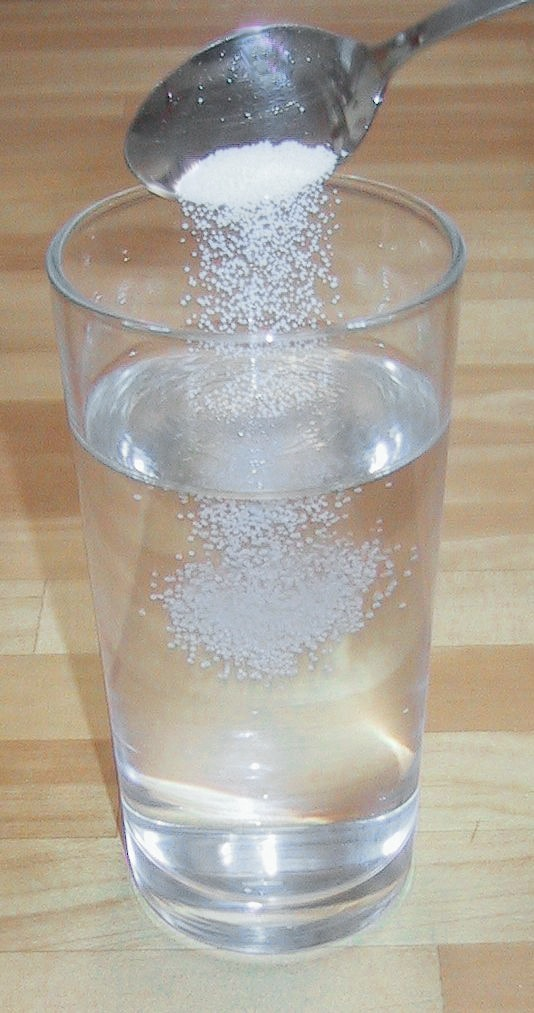
درست کردن آب نمک یعنی حل کردن سدیم کلرید (NaCl) در آب

در دانش شیمی، محلول به ترکیب همگن دو یا چند ماده گفته می‌شود. در حل کردن ماده‌ای در ماده دیگر، یکی از مواد حل‌شونده و دیگری حلال خوانده می‌شود. برای مثال آب‌نبات (حل شونده) در هنگام خوردن در بزاق دهان (حلال) حل می‌شود. شاید تصور بعضی افراد از محلول، حل شدن ماده ای جامد مثل نمک یا شکر در آب باشد اما محلول‌ها به شکل گاز در مایع (نوشابه) یا گاز در گاز (هوا) یا جامد در جامد (آلیاژ) وجود دارند. تمام محلول‌ها بر اساس فعل و انفعالات (برهمکنش) بین مولکول‌ها و یون‌های حلاّل و حل‌شونده طبقه‌بندی می‌شوند و در نتیجه از انرژی آزاد مولکول‌های مواد کم می‌شود. البته محلول همان مخلوط یکنواخت یا همگن است و خاصیت یکسان دارد. از خواص دیگر محلول‌ها می‌توان به این مورد اشاره کرد که مواد تشکیل دهنده آنها خواص اولیه خود را حفظ می‌کنند برای مثال محلول آب و نمک را اگر روی سطحی شیب دار بریزیم جاری می‌شود و جاری شدن از خواص آب است و اگر آن را بچشیم شور است که شوری هم از خواص نمک است.

## انواع محلول
منظور از ترکیب همگن این است که اجزای تشکیل دهنده مخلوط در یک فاز باشند. خواص مخلوط (غلظت، دما، چگالی و…) به‌طور یکنواخت در حجم مخلوط هستند. معمولاً ماده‌ای که به مقدار بیشتری در مخلوط موجود باشد، حلال نامیده می‌شود. حلال می‌تواند گاز، مایع یا جامد باشد. به مواد دیگری که در محلول موجود هستند (به غیر از حلال) حل شونده می‌گویند. حلال در هر فاز فیزیکی باشد، محلول هم در همان فاز خواهد بود. در کل محلول‌ها را بر اساس نوع حلال به دو دسته تقسیم می‌کنند:
1. محلول آبی (aq): محلول‌هایی که حلال آن‌ها آب (H2O) است.
2. محلول غیر آبی (sol): محلول‌هایی که حلال آن‌ها غیر از آب است.

## انواع برهمکنش بین ذره‌ای
| نوع                         | ذره‌ها (مثال)     |
| --------------------------- | ---------------- |
| دوقطبی-دوقطبی               | اتانول - استون   |
| پیوند هیدروژنی              | آب - آب          |
| یون-دوقطبی                  | یون کلرید - آب   |
| یون - دوقطبی القایی         | یون کلرید- هگزان |
| دوقطبی-دوقطبی القایی        | آب - هگزان       |
| دوقطبی القایی-دوقطبی القایی | هگزان - هگزان    |

از نظر شیمیدانان نامحلول مطلق وجود ندارد؛ زیرا تمام مواد هر چند به مقدار بسیار ناچیز در هم حل می‌شوند.